# Museo civico archeologico di Verucchio
Il Museo civico archeologico di Verucchio espone i materiali provenienti dagli scavi delle necropoli villanoviane-etrusche (IX-VII sec a.C.) situate alle pendici della collina di Verucchio  nonché delle evidenze dell'antico abitato situato in cima all'altura.  Si tratta di un patrimonio unico, per la conservazione di materiali organici in perfetto stato (tessuti, arredi in legno, cibi, contenitori in vimini, ambre).
Realizzato a partire dal 1985 nel piano terra dell'antico monastero di Sant'Agostino, struttura del XVII secolo, si è nel tempo allargato fino ad occupare l'intera struttura, con un percorso espositivo articolato su tre piani ed 8 sale.

## La storia
Le ricerche archeologiche nel territorio verucchiese vedono i primi risultati intorno al XIX secolo nell'area di Pian del Monte, per essere poi intensivamente integrate a cavallo degli anni 1960-70 del Novecento, periodo nel quale emergono i più interessanti ritrovamenti dell'area in località Lippi, Moroni e Le Pegge.
Nel 1985 l'apertura del Museo darà la giusta cornice in grado di valorizzare l'eccezionale patrimonio archeologico, riportando in uso l'edificio, prima dei restauri in stato di abbandono, del monastero di S. Agostino, risalente al XII secolo e giunto a noi nella definitiva ristrutturazione settecentesca.
Il Museo, allora limitato a poche sale, era costituito dall'esposizione di una piccola selezione di materiali. In contemporanea G.V. Gentili inizia l'edizione della notevole quantità di materiali con la pubblicazione della documentazione dello scavo della necropoli Moroni. Una Mostra del 1986, a Bologna, rappresentò l'occasione per il restauro e l'esposizione dei corredi di due tombe principesche scavate negli anni '70 nel podere Lippi (tombe 85 e 89).
Il carattere in divenire del Museo lo pone, a partire dal 1995, in continua evoluzione, fino ad arrivare ad occupare tutti i locali del Monastero, compresa la chiesa di Sant'Agostino e ad esporre i materiali delle più recenti campagne di scavo del 2005-2006.

## L'esposizione
Il progetto espositivo del museo si propone di illustrare, in un percorso cronologico didattico-illustrativo, gli aspetti insediativi, socioeconomici e culturali della comunità villanoviana locale tra il IX e il VII sec a. C., partendo dai dati restituiti dalle ricchissime necropoli rinvenute.
La disposizione dei corredi funebri (integralmente esposti nelle tombe selezionate per l'esposizione) e la loro interpretazione permette una ricostruzione della società e dei contesti economici legati in maniera molto stretta al commercio e mercato dell'ambra del baltico, a quei tempi materia prima di valore molto elevato.
A documentare un contesto funerario particolarmente ricco ed elaborato, il corredo comprendeva dunque, associati all'urna che conteneva le ceneri del defunto, elementi dell'abbigliamento, vasellame da banchetto, arredi, elementi di carri e bardature nelle tombe maschili e femminili; armi offensive e difensive per caratterizzare i defunti come guerrieri; strumenti da filatura e tessitura e gioielli nelle sepolture femminili. Alcuni di questi oggetti sono realizzati in materiali la cui conservazione risulta estremamente rara, come mantelli e tessuti in lana, resti dei cibi, e mobili in legno come tavolini e troni.